# Chandrasekhar
Chandrasekhar är ett indiskt mansnamn.

## Kända personer vid namn Chandrasekhar
- Subramanyan Chandrasekhar, en indisk-amerikansk fysiker.
- Chandrasekhar Azad, en indisk revolutionär.